# Parafia Narodzenia Najświętszej Maryi Panny w Kościeliskach
Parafia Narodzenia Najświętszej Maryi Panny – rzymskokatolicka parafia położona we wsi Kościeliska (gmina Radłów). Parafia należy do dekanatu Gorzów Śląski w diecezji opolskiej.

## Historia parafii
Pierwsza wzmianka o parafii pochodzi z 1394 roku. W 1947 roku został wybudowany obecny kościół parafialny, w którym znajduje się (otoczony kultem) obraz Matki Boskiej z Dzieciątkiem pochodzący z XVI wieku.

### Liczebność i zasięg parafii
Do parafii należy 1251 wiernych wyznania rzymskokatolickiego z miejscowości: Kościeliska, Skrońsko i Jastrzygowice. 
Inne kościoły i kaplice:
- Kościół Świętych Walentego i Bartłomieja w Skrońsku,
- Kościół Narodzenia św. Jana Chrzciciela w Jastrzygowicach.

### Duchowieństwo
Proboszczowie po 1945 roku:
- ks. Wilhelm Nowack,
- ks. Karol Małek,
- ks. Adolf Gniłka,
- ks. Jerzy Heiny,
- ks. Józef Zyzik
- ks. Jan Golba[3].